# Тур'є

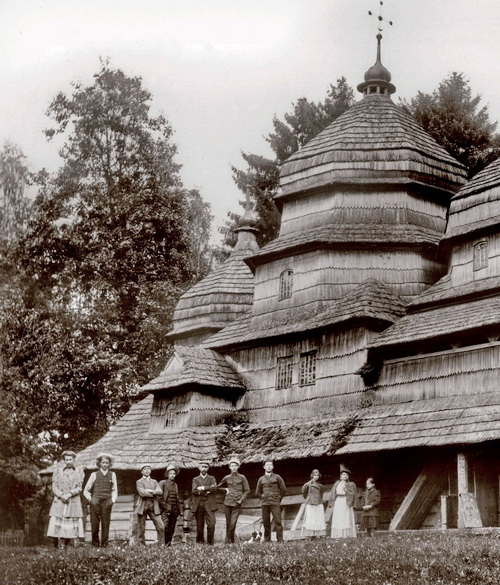
Тур'є. Церква св. Миколи, 1910. Світлина Вадима Щербаківського

Ту́р'є — село у Самбірському районі Львівської області. Належить до Стрілківської територіальної громади. ОМС — Стрілківська сільська рада.

## Географія
У селі у річку Топільницю впадають річка Турянка, струмки Жданий та Ділок.
Село досить велике - 555 га, складається з кількох частин і хуторів, які мають свої назви: Горянка, Медведівка, Звір, Заділок, Річка, За Верхом, Іванівське, які лежать над річкою Топільницею та її притоками — Тур'янкою, Ділком, Жданим та іншими.
Історично село складалося з трьох частин: Тур'є Долішнє (інша назва - Тур'є Нижнє), Тур'є Горішнє (Тур'є Вижнє) та Тур'є Заділок (Тур'є Заділ).
Тур'є лежить серед гір Крулики (812 м), Вишка (838 м), Маловенка (848 м), Матин (792 м), Ділок (726 м), Припор (818 м). На півдні від села розташований перевал місцевого значення Присліп, через який можна потрапити до села Ісаї (Турківський район).
У 1998 р. до Тур'ївської сільської ради належали 4561 га.
У ХІХ ст. на південь від с. Тур'є в Смільні була гута заліза.
На території села залягають вапняки, сланці.

## Історія

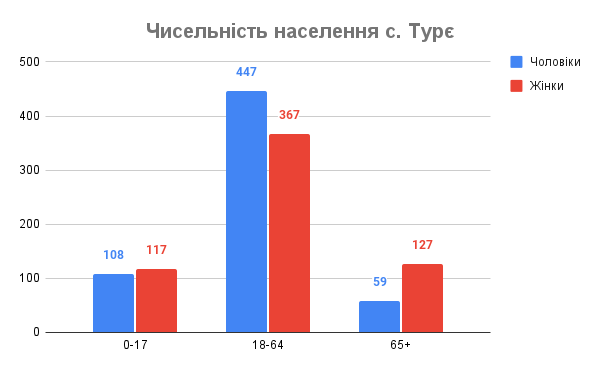
Чисельність населення с. Турє, 2021

### Київська Русь та Галицько-Волинське князівство
У с. Тур’є збереглися сліди ранньоісторичних валів. Археологи знайшли в цьому місці давньоруський меч та інші речі, а про перебування тут Великого князя існують перекази місцевих жителів. Доведено, що в цьому місці було військове городище та сторожове поселення часів Київської Русі. Ймовірно, вздовж цього місця пролягав Руський путь – історичний торговий шлях, відомий ще з часів неоліту.
На пасовищі під назвою «Замчисько» у 1892 р. були сліди старої будівлі.
Перша збережена писемна згадка про Тур'є відноситься до 1345 р.

### Королівство Польське таВелике князівство Литовське, Руське і Жемайтійське(1385—1569)
Енциклопедія "Міста і села Львівщини" вказує, що в історичних джерелах с. Тур'є згадується з 1473 р., що, очевидно, є недбалістю або цілеспрямованою помилкою комуністичних істориків, особливо у світлі того, що у XV столітті у селі Тур'є була написана унікальна у світі ікона Св. Юрія у чині Деісуса.

### Річ Посполита (1569-1772)
В історичних документах село зустрічається під різними назвами: Turze в 1498 р., Thurze в 1515 р., Turze (чит. як "Турьє") в 1785-1788 рр.
За однією з версій, назва села походить від слова "тур" (дикий бик).

У народі існує легенда про походження назви села:
"Одного разу лісники з сусіднього села потрапили до нас і запитали у людей: "Чи є у вашому лісі тур?" Їм відповіли: "Є". З тих пір село носить назву Тур'є"

### Габсбургська монархія (1772-1867) та Австро-Угорська імперія (1867-1918)
У 60-х рр. ХІХ ст. відкрилась школа в Тур'є. У 1894 р. в Тур'є Горішньому і Тур'є Долішньому були школи з українською мовою викладання.
У 1892 р. є згадка про урядову пошту в с. Тур'є, 1-класну школу та позичкову касу (kasa poż. gm.) з капіталом 790 золотих ринських.
У 1874 р. в селі побував Іван Франко, який на той час, ще будучи школярем, влаштував для себе першу туристичну мандрівку бойківськими селами.
У 1877 р. в селі було 3 водяні тартаки (tartaki wodne), 3 з пилами (gatrach) і ще 3 з пилами (piłach), які виготовляли 630 м. куб (mt. kub.) дощок і брусів. Власник - Кароль Бєлянський (Karol Bielański). Приватні дороги по всьому району були дуже погані, що ускладнювало транспортне сполучення.
Влітку сюди приїздили жителі міста завдяки вдалому розташуванню та кліматичним умовам.
В "Лопушанському архіві" знайшли дозвіл № 273556 з дня 10.11.1916 на відкриття господарчих млинів, зокрема млину Вольфа Фромма в Тур'є.

### Під польською окупацією (1919-1939 рр.)
У 1937 р. в Тур'є Горішньому для ведення національно-визвольної боротьби була створена організація "Луг". Члени цієї організації називались луговиками. Організація діяла до 1939 р. Одягалися луговики як стрільці, лише замість зброї були дерев'яні топірці, які вони використовували для вправ під час занять. Перед Великоднем, коли посеред церкви стояла плащаниця, луговики стояли біля неї як вартові. Керівниками організації були Василь Зеленяк, Василь Керч та священник о. Салтикевич.
У 1937 році Василем Миколайовичем Керчом у селі було створено хату-читальню, де селяни навчались елементарних навичок письма та читання. Вчителем був Оленяк Василь Федорович. Писали на таблицях так званими рисіками, а пізніше гусячим пером, яке вмочували в атрамент. Ще пізніше почали писати бляшаними перами.

### Друга світова війна та Національно-визвольні змагання (1939-50-ті рр.)
Майор УПА, командир тактичного відтинку ТВ-24 «Маківка» групи УПА-Захід Степан Стебельський "Хрін" доволі часто згадує про село під кодовою назвою "Т", біля якого бував у криївці, воював проти більшовиків тощо. Найймовірніше, мова йде саме про село Тур'є. У цьому селі в нього були "певні хати", у яких повстанці пересиджували, а зброю тримали в стодолі.
Три дні опісля [ймовірно, липень 1944 р.] донесли нам розвідачки, що в селі Тур'є, побіч німецьких частин, є частина Галицької дивізії, яка хоче перейти до повстанців. Ціла сотня пішла на засідку, щоб ударити по німцях та уможливити втечу нашим частинам.
Увечорі ми зачепили німецьку розвідку, що відступила, а за короткий час більші німецькі сили почали наступ на Треничнів між селами Тур'є - Свидник, під прикриттям перехресного вогню. В той саме час одна чота української дивізії скористалася сутичкою німців з нами, вдарила сильним кулеметним вогнем по німцях, уможливлюючи нам відступ, а сама відірвалася від німаків і пішла шукати УПА, щоб до неї долучитися.

Ми відступити до лісу і подались у напрямі річки Стрий, маючи намір перейти в Майданські ліси. З нами відступало понад 20 дівчат-підпільниць і розвідачів УПА. Дівчата ці в переважній більшості елемент бойовий, ідейний, відданий цілковито справі боротьби за вільну українську державу. Тільки деякі з них пішли в УПА тільки тому, що йшли туди інші, може, тому, що був серед повстанців милий або наречений. Ставилися до них по-різному, це залежало від командира. Добрі командири цінували їх, бо в деяких випадках вони були незамінимі. Натомість деякі командири і провідники будь-що хотіли себе показати "лицарями без баб", хоч насправді за тими "бабами" часом пропадали.

#### Стріча з ворожою засідкою 1949 р.
2. 6. 1949 ст. віст. О. і віст. X. з пвд Н., повертаючись з пункту, куди носили почту, о 24 год. наткнулись на спецгрупу МВД, що робила засідку на горі між присілками Звір-Тур’є Долішнє-Топільниця.
Стрільці запримітили ворога скорше, відкрили по ньому вогонь з автоматів, при чому віст. X. вбиває одного большевика. Ворог, хоч відкрив вогонь, не мав успіху. Стрільці щасливо відступили.

Ворожі втрати — один вбитий.

### Під радянською окупацією (1950-ті - 1991 рр.)
У 1968 р. в селі діяли колгосп "Іскра", земельна площа якого становила 4994 га, млин, пилорама, 2 восьмирічні школи, клуб, бібліотека. "Побудовано 375 будинків".

### Незалежна Україна (з 1991 р.)
Станом на 1998 р. у селі працювали відділення зв'язку, філія Старосамбірського відділення ощадного банку №6537, два Народних доми, філія центральної районної бібліотеки, СС "Верховина", ПП "Квадро", СГ "Січ". Також функціонували середня та дві початкові школи.
У 2020 р. внаслідок реформи децентралізації село ввійшло до складу Стрілківської територіальної громади.
У 2023 р. с. Тур'є разом із довколишніми селами ввійшло до мережі історико-туристичних маршрутів "БойкоМандри", яка створюється за підтримки УКФ та Стрілківської територіальної громади.
В селі є музей народознавства, де зібрано багато старовинних вишивок, ікон, старовинних речей. Дотепер в селі зберігається весільна обрядовість (різання барвінку, латканки і троїсті музики) і традиційні весільні атрибути (вінки, гільце, рушники, квітки, калачі, коровай).

### Населення
У 1880 р. в Тур'є було 896 домів, 2053 мешканці (896 dm., 2053 mk. w gm., 28 dm., 130 mk. na obsz. dwor): 2028 греко-католиків, 62 римо-католики, 100 євреїв; 2124 русини, 48 поляків, 11 німців.
У 1928 р. в селі проживало 2430 осіб, серед них 25 римо-католиків, 200 євреїв.
У 1968 р. в селі проживало 1625 чоловік.
У 1998 р. в селі проживало 1576 осіб, усі греко-католики.
У 2001 р. населення становило 1640, ? — 1387 чоловік.
У 2021 р. — 1167 осіб.

## Церква св. Миколи УГКЦ (1690)

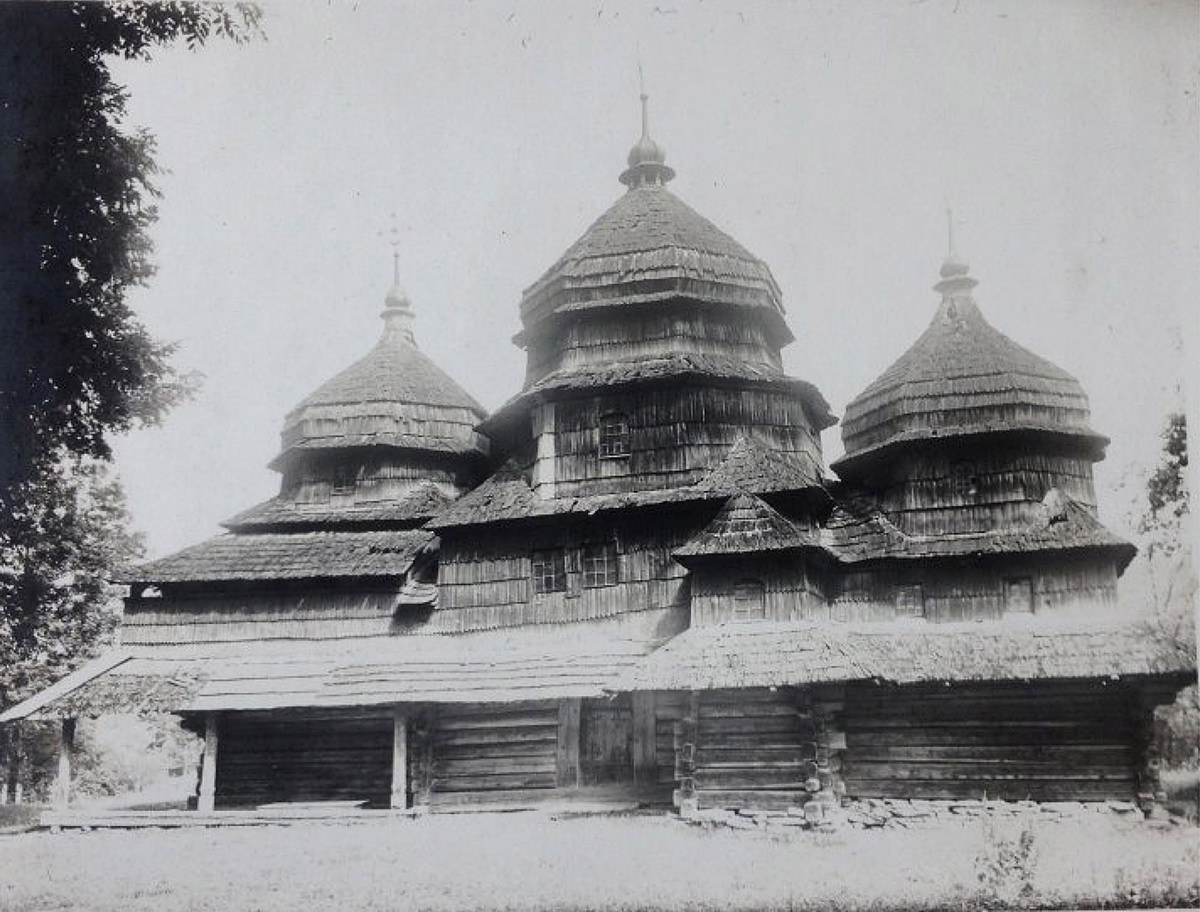
Тур'є. Церква св. Миколая, 1930-і роки

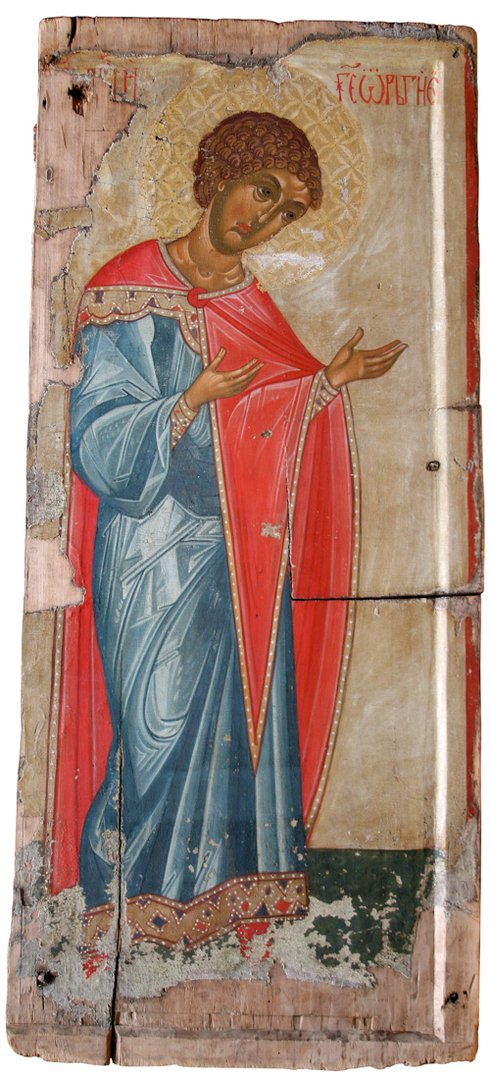
Святий Юрій Змієборець (Георгій) з Деісуса із села Тур’є (XV ст.). На сьогодні у світі не відомі ікони Св. Юрія (Георгія) Змієборця такого типу (“Чину Деісуса”). Дошка липова, паволока, темпера, 117х51х3 см.

Це найстаріша церковна будівля на Старосамбірщині.
Перші згадки про церкву в селі Тур'є Долішнє походять з податкових реєстрів 1507 та 1515 років. Однак відома унікальна у світіт ікона Св. Юрія з Тур'є (святий зображений в чині "Деісуса"), написана ще у попередньому XV столітті, що дає підстави вважати, що церква у селі діяла ще задовго до того часу.
Церква згадується і у податкових реєстрах за 1589 і 1628 роки. Не збереглося жодних відомостей про вигляд церкви у XVI - XVII ст. 
Нова дерев'яна церква постала у 1690 році (існує по нинішній день).
Ймовірно, її звів майстер з Дрогобича, бо вже дуже вона нагадувала дрогобицьку церкву Св. Юра, що постала 1678 року.

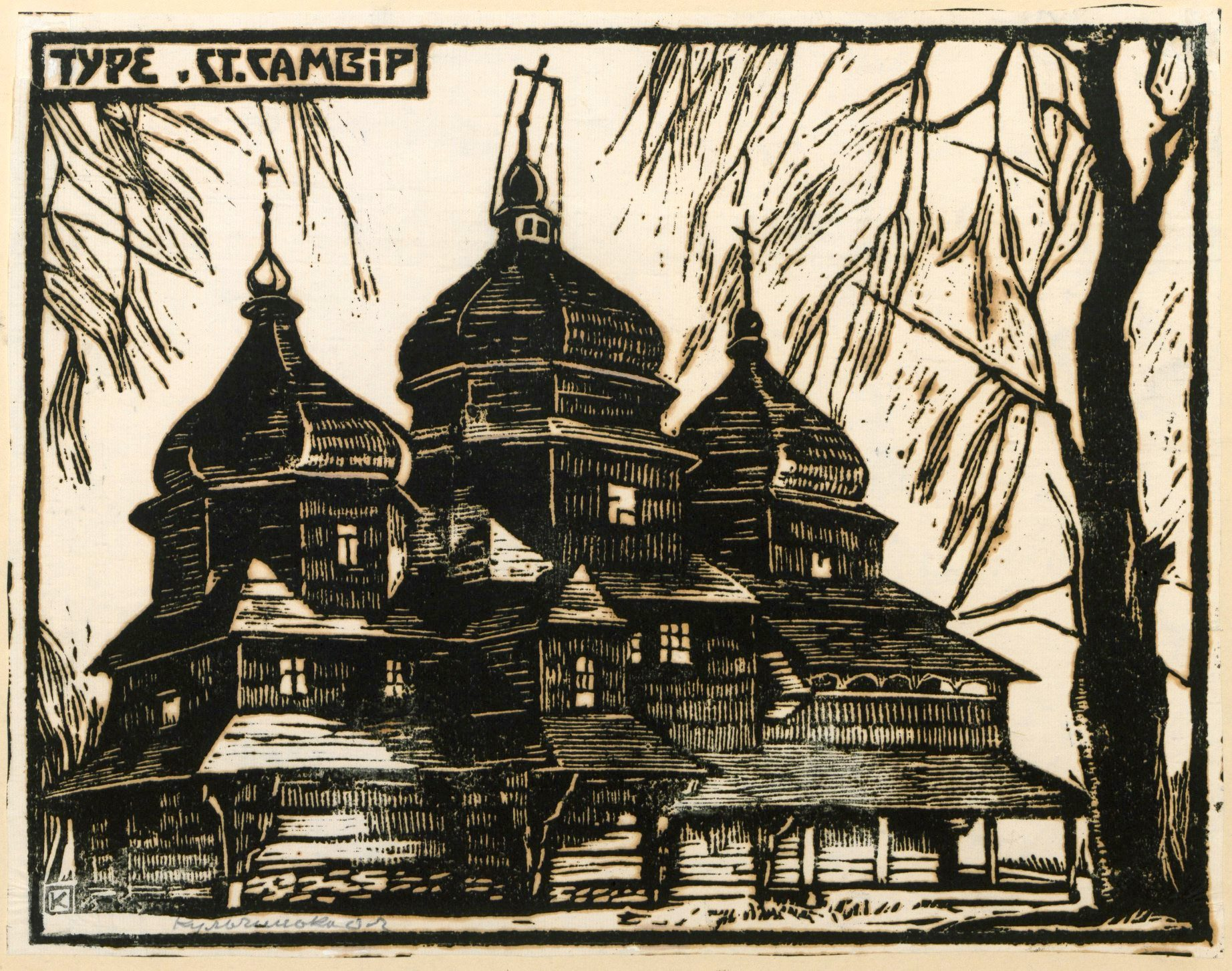
Тур'є. Церква св. Миколая. Лінорит Олени Кульчицької

Візитатор, який відвідав Тур'є 1766 року, залишив опис церкви: "Церква Св. Миколи з дерева різаного віддавна в цьому місці існує, але за чиїм дозволом і коштом виставлена невідомо. З трьома верхами і двома баньками над крилосами... Дзвіниця з дерева різаного, низом тертицями оббита, з верхом з трьома заломами...". Ймовірно, що у XVIII ст. до нави прибудували крилоси, тому що в акті візитації 1766 р. вона описана як тризрубна триверха (тризаломні верхи) з крилосами, вкритими окремими верхами.
Церкву неодноразово ремонтували у ХІХ ст. Ймовірно, під час одного з ремонтів бані над крилосами замінили схилими дашками.
Відновили церкву 1929 року. Тоді гонтове покриття дахів замінили бляхою.
Церкву в Тур'ю, як надзвичайно мальовничу, неодноразово зобразила у 1920-х роках на акварелях і лінориті, на Різдвяні і Великодні свята Олена Кульчицька.
Під час Другої світової війни церква була пошкоджена - гарматним стрільнем знесло центральну баню і восьмерик з двома перехресними сволоками. На нижньому повздовжному сволоку зберігся різьблений напис про ремонт церкви 1945 року.
У радянський час не була зачиненою.
Це тризрубна триверха (тризаломні верхи) дерев'яна церква з крилосами, вкритими окремими верхами. Увінчана трьома шоломовими банями на восьмерикових верхах (над навою з одним заломом).
Над бабинцем, на другому ярусі, влаштована емпора, оперезана з трьох сторін арковою галереєю. Крилоси вкривають трисхилі верхи.

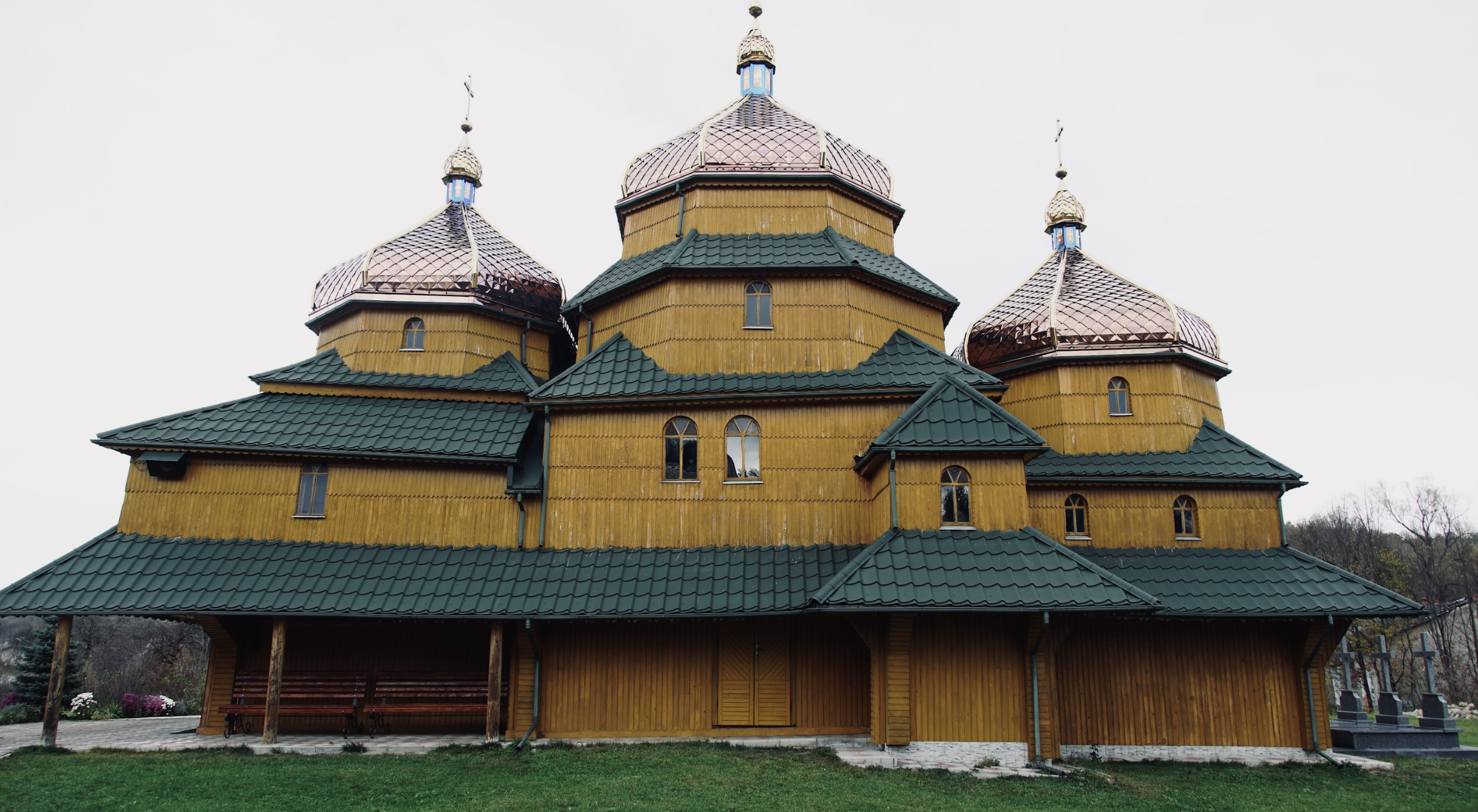
Тур'є. Церква св. Миколая. БойкоМандри 2023

Під піддашшям при північній стіні бабинця влаштовані сходи на галерею емпори. В інтер'єрі церкви стіни вкриті розписами по картоні, яким оббиті всі стіни. При вході на церковне подвір'я розташована стінна мурована брама-дзвіниця з XVIII ст. з трьома арковими прорізами у другому ярусі.

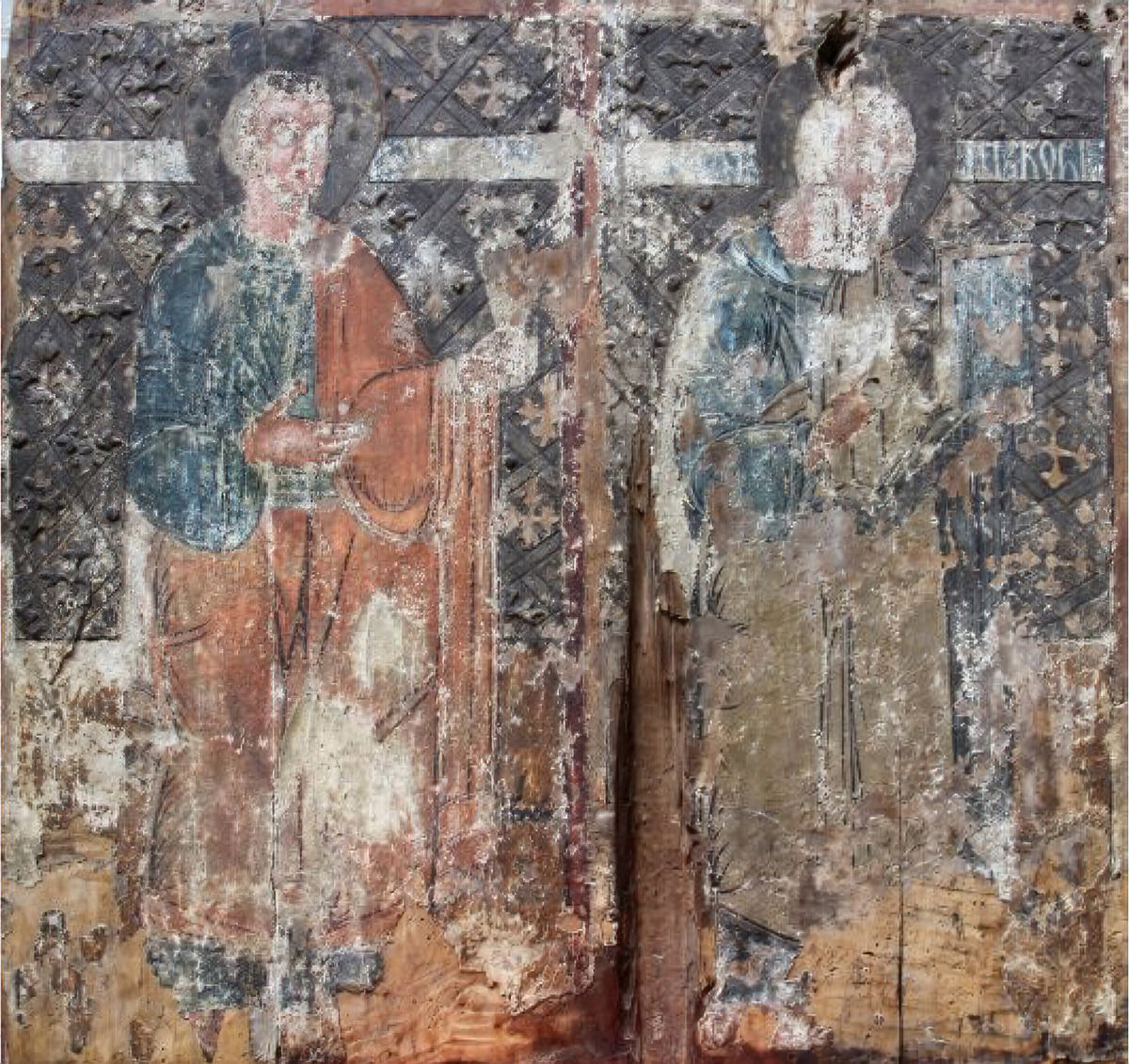
"Апостоли Яків і Тома" з ряду Моління. Село Тур'є. Ікона зберігається у Національному музей у Львові ім. Андрея Шептицького

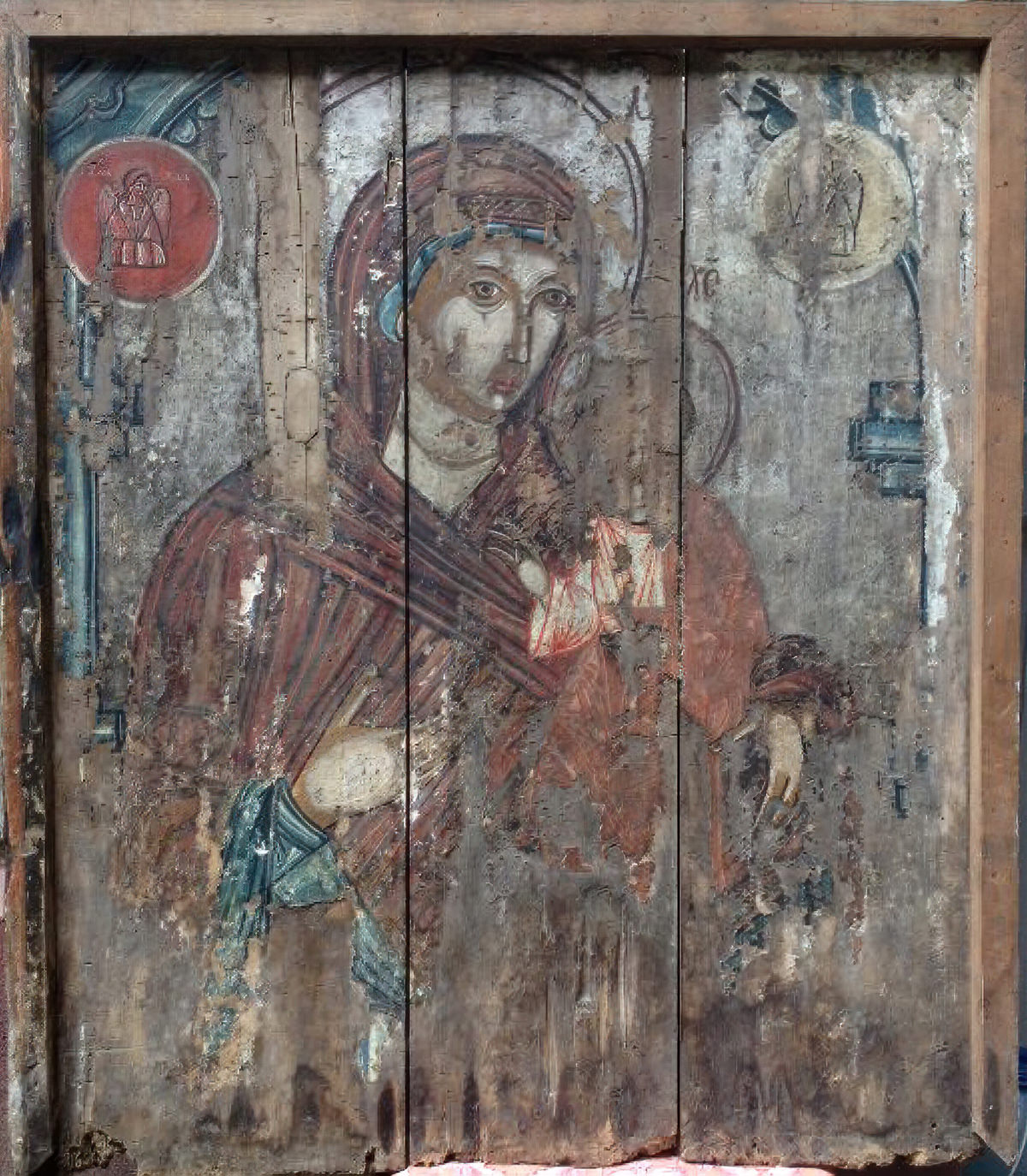
Тур'є. Намісна ікона "Богородиця Одигітрія". Зберігається у Національному музеї у Львові ім. Андрея Шептицького

Іконостас походить з XVII ст. (перемальований).
Поруч - триаркова мурована дзвіниця-проїзд з XVIII ст.

## Церква Різдва Пресвятої Богородиці (1906) в Тур'є Горішньому
Першу церкву у Тур'ї Горішньому фундував єпископ перемиський Єронім з Уніхова Устрицький. Отже постала вона не раніше 1715 року.
У 1766 р. візитатор застав у Тур'є Горішньому дерев'яну тризрубну церкву бойківського типу з трьома заломними верхами: "Церква Св. Миколи з дерева в кістку тесаного, у верхах з різаного, віддавна на місці посвяченому невідомого року виставлена. Має три верхи, з яких кожен з трьома заломами, що вимагають репарації... Дзвіниця з дерева в кістку тесаного, з дахом гонтовим". Зведена вона, ймовірно, ще наприкінці XVII ст.
Теперішня дерев'яна тризрубна одноверха церква Різдва Пресвятої Богородиці, увінчана над навою низькою банею на восьмериковому версі із заломом, збудована у 1906 або 1905 р. на місці давнішої, що в документах 1804 р. згадується як доволі стара. Про це свідчать різьблені розети, хрест і дата "1905" на надпоріжнику західних дверей.
Звів церкву майстер з Плав'я на Скільщині Петро Скільський, про що сповіщає різьблений напис на поперечному сволоку нави.
Цю церкву він звів способом, який часто застосовували під час будівництва нової церкви на місці старої - оббудовою нової навколо старої, лишаючи стару всередині, а після завершення - її розбіркою.
Після Другої світової війни церква ще деякий час діяла як російська православна, а у 1960 або 1962 радянська влада зачинила її і відкрила для богослужінь щойно у 1989 році.
Стіни всередині церкви вкриті орнаментальними розписами з окремими сюжетними сценами.
Іконостас чотириярусний, рядової побудови XVIII ст., принесений зі старої церкви.
На північний захід від церкви розташована дерев'яна двоярусна дзвіниця.

## Кузня 1870 року
У Львівському музеї народної архітектури і побуту ім. Климентія Шептицького (Шевченківський гай) знаходиться архітектурний експонат – типова бойківська кузня 1870 року з с. Тур’є Самбірського р-ну Львівської обл.
ЇЇ будівля – добротний смерековий зруб під двосхилим дахом, покритим дранкою, над правим схилом якого піднімається кам’яний димар. Однокамерне робоче приміщення  продовжується широким піддашшям при вхідних дверях, котре підтримують два масивні стовпи. Основні ковальські роботи виконувались в приміщенні, а під піддашшям  – громіздкіші, зокрема й підковування коней.
У кузні виготовлялись найнеобхідніші у побуті речі: серпи, сокири, обручі на колеса і бочки, плуги і борони, залізні частини возів, замки і завіси, пилки і сокири, свердла і долота та інше знаряддя. Особливого хисту коваля потребували художні вироби, зокрема церковного призначення – хрести, свічники, клямки та ін.
Традиційно кузню у селі розташовали осторонь жител, через те, що ця споруда була гамірною із завжди роздмуханим вогнем.
У тур'янській кузні представлені ковальські інструменти: близько 20 видів кліщів, які використовували для всіх видів ковальських робіт; молотки; молот-ручник; зубило, яким рубали розпечене залізо; обценьки ковальської роботи; різноманітне знаряддя, за допомогою якого пробивали отвори в розігрітому металі; одноцільні плашки і мечики, для нарізання зовнішньої і внутрішньої різьби; свердла; лещата та інше. В окремих дерев’яних скринях зберігали заготовки, великі ковані цвяхи (гонталі), дрібні металеві знаряддя праці, які потребували переплавки та ремонту. У інших скринях обтрушували дрібні вироби від окалини після їх цементації. Деревне вугілля, яке використовували у кузні, також складали у дерев’яних скринях.

## Символіка

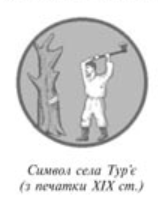
Символ с. Тур'є із печатки ХІХ ст.

Сучасний герб села — три чорні голови тура (дві над одною) з червоними очима та рогами на срібному геральдичному щиті. Герб є промовистим. Тури вказують на назву громади, а срібний (у прапорі - білий) колір символізує чистоту душі її мешканців.
Однак на печатці с. Тур'є ХІХ ст. як символ було зображено чоловіка, що рубає дерево.
Прапор - квадратне біле полотнище, на якому три чорні голови турів із червоними очима та рогами, дві над одною.

## Відомі люди
Омелян Калужняцький (1845-1914) — філолог, палеограф-слав'яніст, член Петербурзької Академії Наук, москвофіл.
Василь Зеленяк (Григорович) (1910-?) — багатогранно обдарований чоловік, майстер (будував хати), музикант (сам майстрував скрипки та грав на них), різьбяр по дереву і лікар-цілитель, досвідчений травматолог (до нього приїжджали люди із своїми хворобами із навколишніх сіл та областей), драматург (писав п’єси, з якими у 1937-39 рр. виступав із вчителями та молоддю у рідному та навколишніх селах).